# 埼玉県道206号皆野停車場線
埼玉県道206号皆野停車場線（さいたまけんどう206ごう みなのていしゃじょうせん）は、埼玉県秩父郡皆野町内に設定されている県道である。

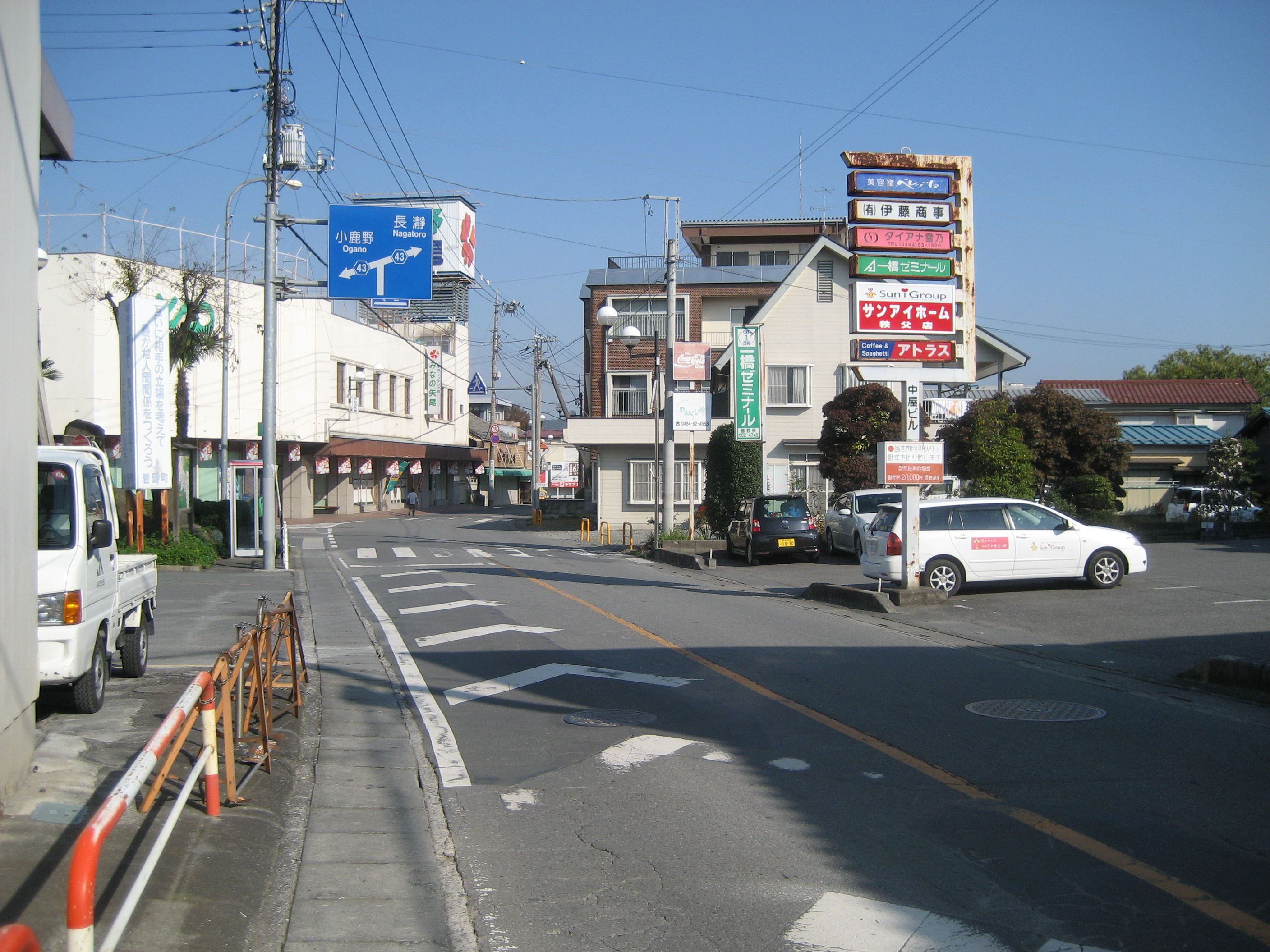
皆野駅付近

## 路線概要
- 起点：皆野停車場
- 終点：国道140号交点
- 総距離：1,184m

## 通過する自治体
- 埼玉県
  - 秩父郡皆野町

## 接続・交差する主な道路
- 国道140号

## 沿線
- 秩父鉄道秩父本線皆野駅